# Erondegemse Pijl 2013
La 3e édition de l'Erondegemse Pijl a eu lieu le 3 août 2013. Elle fait partie de la Lotto Cycling Cup 2013 et du calendrier UCI en catégorie 1.2.

## Classements

### Classement final
| \| Classement général \| Classement général \| Classement général \| Classement général \| Classement général \| \| Coureuse \| Coureuse \| Pays \| Équipe \| Temps \| \| ------------------ \| ------------------- \| ------------------ \| ---------------------------- \| ------------------ \| \| 1re \| Maaike Polspoel \| Belgique \| Sengers \| 3 h 05 min 07 s \| \| 2e \| Sofie De Vuyst \| Belgique \| Sengers \| + 57 s \| \| 3e \| Christine Majerus \| Luxembourg \| Sengers \| + 57 s \| \| 4e \| Kirsten Peetoom \| Pays-Bas \| Jan van Arckel \| + 57 s \| \| 5e \| Kelly Druyts \| Belgique \| Topsport Vlaanderen-Bioracer \| + 57 s \| \| 6e \| Kim de Baat \| Pays-Bas \| Boels Dolmans \| + 57 s \| \| 7e \| Daniela Gaß \| Allemagne \| Squadra Scappatella \| + 57 s \| \| 8e \| Anna Trevisi \| Italie \| Vaiano Fondriest \| + 57 s \| \| 9e \| Monique van de Ree \| Pays-Bas \| Cyclelive Plus-Zannata \| + 57 s \| \| 10e \| Nathalie Lamborelle \| Luxembourg \| Bigla \| + 57 s \| |                     |            |                              |                 |
| |                     |            |                              |                 |
| Source : Cycling Quotient |                     |            |                              |                 |
| Classement général |                     |            |                              |                 |
| Coureuse | Coureuse            | Pays       | Équipe                       | Temps           |
| 1re | Maaike Polspoel     | Belgique   | Sengers                      | 3 h 05 min 07 s |
| 2e | Sofie De Vuyst      | Belgique   | Sengers                      | + 57 s          |
| 3e | Christine Majerus   | Luxembourg | Sengers                      | + 57 s          |
| 4e | Kirsten Peetoom     | Pays-Bas   | Jan van Arckel               | + 57 s          |
| 5e | Kelly Druyts        | Belgique   | Topsport Vlaanderen-Bioracer | + 57 s          |
| 6e | Kim de Baat         | Pays-Bas   | Boels Dolmans                | + 57 s          |
| 7e | Daniela Gaß         | Allemagne  | Squadra Scappatella          | + 57 s          |
| 8e | Anna Trevisi        | Italie     | Vaiano Fondriest             | + 57 s          |
| 9e | Monique van de Ree  | Pays-Bas   | Cyclelive Plus-Zannata       | + 57 s          |
| 10e | Nathalie Lamborelle | Luxembourg | Bigla                        | + 57 s          |

### Barème des points UCI
| Position           | 1er | 2e | 3e | 4e | 5e | 6e | 7e | 8e |
| Classement général | 40  | 30 | 16 | 12 | 10 | 8  | 6  | 3  |